# 父と子の炎
『父と子の炎』（ちちとこのほのお）は、1981年に日本テレビ系「火曜サスペンス劇場」で放送されたテレビドラマ。主演は若山富三郎。1968年に発生した三億円事件をヒントに制作されたヒューマンドラマ。原作は小林久三（角川書店刊）。副題「あの三億円事件の真相は？親は我が子を殺せるか」。フィルム作品。

## あらすじ
交通機動隊小隊長の横溝礼造（若山富三郎）は、厳格で優秀な父親に反発し、グレて悪さばかりする息子の一彦（佐藤浩市）と激しく衝突する日々を送っていた。礼造は厳しい父親である一方で子供可愛さに鑑別所から逃亡した一彦を匿うなど相反する行動をとってしまう一面もあった。父に対しライバル心を抱く一彦は礼造を貶める為、現金輸送車から三億円を強奪する「三億円事件」を起こしてしまう。警察として三億円事件を捜査していた礼造は犯人が一彦である事を知り、息子を殺すか警察に突き出すかの切迫した状態に追い込まれる。

## キャスト
- 横溝礼造 - 若山富三郎
- 横溝一彦 - 佐藤浩市
- 滝山紀子 - 畑中葉子
- 横溝京子 - 菊地優子
- 水谷亜希子
- 三谷昇
- 守田学哉
- 日尾孝司
- 川本勝久
- 手嶋秀人
- 大滝久美子
- 人見比呂志
- 加島潤
- 檍謹之介
- 七海わたる
- 鈴木秋夫
- 岡本正孝
- 七海わたる
- 平井捜査係長 - 加藤武
- 手島章一 - 広岡瞬
- 横溝芳江 - 岸田今日子

## スタッフ
- 火曜サスペンス劇場 愛のテーマ - 「聖母たちのララバイ」 作詞 - 山川啓介 作曲 - 木森敏之 唄 - 岩崎宏美
- 企画 - 小坂敬（日本テレビ）、山本時雄（日本テレビ）
- プロデューサー - 川原康彦（日本テレビ）、樋口清（松竹）
- 原作 - 小林久三
- 脚本 - 長野洋
- 音楽 - 木森敏之
- 撮影 - 坂本典隆
- 美術 - 川島泰造
- 照明 - 石渡健造
- 録音 - 佐藤幸哉
- 調音 - 松本隆司
- 編集 - 後藤彦治
- 装置 - 秋元重矩
- 装飾 - 剣持正司
- 助監督 - 佐光曠
- 衣裳 - 松竹衣裳
- 美粧 - アート・メイク・トキ
- 現像 - 東京現像所
- プロデューサー助手 - 奥山和由
- 進行 - 大川修
- PR担当 - 中原修一（日本テレビ）
- 制作主任 - 沼尾鈞
- 監督 - 田中登
- 製作 - 日本テレビ、松竹株式会社